# Capilla de la finca de Láchar
Capilla de la finca de Láchar es una obra del pintor español Joaquín Sorolla, quien la realizó en enero de 1917. Está ejecutada al óleo sobre lienzo y mide 64,5 centímetros de alto por 95,5 cm de ancho. Pertenece al Museo Sorolla de Madrid.

## Análisis del cuadro
Realizado como motivo de un cacería regia a la que asistió Sorolla en Láchar, Granada.

### Descripción
Arco de herradura, a la izquierda. A continuación, en el presbiterio y bajo dosel blanco, el sitial preparado para el rey Alfonso XIII. Cortina y reclinatorio recubierto de terciopelo rojo. A la derecha, el altar, visto de forma abocetada.